# Rodriguezia luteola
Rodriguezia luteola är en orkidéart som beskrevs av Nicholas Edward Brown. Rodriguezia luteola ingår i släktet Rodriguezia och familjen orkidéer. Inga underarter finns listade i Catalogue of Life.